# NEW JAPAN CUP
NEW JAPAN CUP（ニュー・ジャパン・カップ）は、新日本プロレスが主催しているヘビー級選手によるトーナメント戦。

## 概要
2005年に第1回大会が開催された。以降、4月中旬頃に開催されていたが、第3回以降は3月上旬に開催され、近年では3月中旬～下旬での開催が主流となっている。開催優勝賞金は500万円。初開催となった2005年は大阪府立体育会館第1競技場で決勝戦が行われた。2008年から2011年までは尼崎市記念公園総合体育館に固定されたが、2012年からは2年続けて後楽園ホールに戻る事となった。再び2014年は尼崎に決勝戦の舞台が戻ったが、2015年は初の中国地方進出となる広島サンプラザホールで開催。続く2016年にも初進出となる東北地方の新青森県総合運動公園マエダアリーナ、2017年からは3年連続で新潟・アオーレ長岡で開催されている。2020年もアオーレ長岡での開催が発表されていたが、新型コロナウィルスの影響で大会が中止となり、7月に大阪城ホールで開催された。基本的には出場選手数は14から16人までで、第2回以降からはシード枠も設置されており、この場合、前年度優勝者がエントリーする。新日本プロレス所属選手が中心となるが、他団体選手も出場している。大会形式はトーナメント戦のみの時間無制限方式となっている。

### 王座挑戦権
本大会にはIWGPヘビー級王者はエントリーせず、第2回からは優勝者にIWGPヘビー級王座への挑戦権が与えられる様になった。2014年大会からはIWGPインターコンチネンタル王者もエントリーせず、優勝者はIWGPヘビー級王座もしくはIWGPインターコンチネンタル王座のどちらに挑戦するか選択できるようになり、2015年以降はNEVER無差別級王座も選択対象に加わった。この選択制が導入されていた2014年から2018年までの間にIWGPヘビー級王座以外を選択した優勝者は、2014年大会優勝の中邑真輔のみである。
2019年は優勝者がIWGPヘビー級王座に挑戦を行う旨が開幕前の時点で告知され、挑戦権はIWGPヘビー級王座に一本化された。これに伴って選択制は廃止となり、IWGPインターコンチネンタル王者とNEVER無差別級王者も公式戦にエントリーされた。2021年以降は、挑戦権の対象がIWGP世界ヘビー級王座になっている。

## 歴代優勝者
| 回     | 優勝者 準優勝者 | 出場者 |
| ------ | --- | --- |
| 第1回  | 棚橋弘至 | 蝶野正洋、中西学、タイガーマスク、棚橋弘至、後藤洋央紀、スコット・ノートン、吉江豊、ケンドー・カシン、中邑真輔、獣神サンダー・ライガー、天山広吉、稔、西村修、柳澤龍志、金本浩二、永田裕志 |
| 第1回  | 中西学 | 蝶野正洋、中西学、タイガーマスク、棚橋弘至、後藤洋央紀、スコット・ノートン、吉江豊、ケンドー・カシン、中邑真輔、獣神サンダー・ライガー、天山広吉、稔、西村修、柳澤龍志、金本浩二、永田裕志 |
| 第1回  | 2005年4月19日 - 24日 計16選手による無差別級トーナメントで開催。 【決勝戦】大阪府立体育会館 | |
| 第2回  | ジャイアント・バーナード | ブラック・ストロング・マシン、長州力、矢野通、山本尚史、崔領二、中西学、飯塚高史、棚橋弘至、蝶野正洋、天山広吉、永田裕志、スコット・ノートン、ジャイアント・バーナード、石井智宏、真壁刀義、後藤達俊 |
| 第2回  | 永田裕志 | ブラック・ストロング・マシン、長州力、矢野通、山本尚史、崔領二、中西学、飯塚高史、棚橋弘至、蝶野正洋、天山広吉、永田裕志、スコット・ノートン、ジャイアント・バーナード、石井智宏、真壁刀義、後藤達俊 |
| 第2回  | 2006年4月16日 - 30日 計16選手によるトーナメントで開催。 【決勝戦】尼崎市記念公園総合体育館 | |
| 第3回  | 永田裕志 | ジャイアント・バーナード、中西学、永田裕志、真壁刀義、越中詩郎、石井智宏、長州力、蝶野正洋、トラヴィス・トムコ、飯塚高史、本間朋晃、中邑真輔、矢野通、天山広吉 |
| 第3回  | 真壁刀義 | ジャイアント・バーナード、中西学、永田裕志、真壁刀義、越中詩郎、石井智宏、長州力、蝶野正洋、トラヴィス・トムコ、飯塚高史、本間朋晃、中邑真輔、矢野通、天山広吉 |
| 第3回  | 2007年3月3日 - 21日 計14選手によるトーナメントで開催。 【決勝戦】後楽園ホール | |
| 第4回  | 棚橋弘至 | 棚橋弘至、ミラノコレクションA.T.、矢野通、ライノ、中西学、ジャイアント・バーナード、カール・アンダーソン、金本浩二、本間朋晃、天山広吉、石井智宏、真壁刀義、飯塚高史、後藤洋央紀、田口隆祐、獣神サンダー・ライガー |
| 第4回  | ジャイアント・バーナード | 棚橋弘至、ミラノコレクションA.T.、矢野通、ライノ、中西学、ジャイアント・バーナード、カール・アンダーソン、金本浩二、本間朋晃、天山広吉、石井智宏、真壁刀義、飯塚高史、後藤洋央紀、田口隆祐、獣神サンダー・ライガー |
| 第4回  | 2008年3月9日 - 23日 計16選手によるトーナメントで開催。 第1回大会以来となる無差別級対戦も実現。 棚橋はV2達成。 【決勝戦】尼崎市記念公園総合体育館 | |
| 第5回  | 後藤洋央紀 | 永田裕志、飯塚高史、本間朋晃、中邑真輔、真壁刀義、後藤洋央紀、ジャイアント・バーナード、カール・アンダーソン、吉江豊、中西学、石井智宏、井上亘、ミラノコレクションA.T.、矢野通 |
| 第5回  | ジャイアント・バーナード | 永田裕志、飯塚高史、本間朋晃、中邑真輔、真壁刀義、後藤洋央紀、ジャイアント・バーナード、カール・アンダーソン、吉江豊、中西学、石井智宏、井上亘、ミラノコレクションA.T.、矢野通 |
| 第5回  | 2009年3月8日 - 22日 計14選手によるトーナメントで開催。 後藤は2008年度G1 CLIMAX優勝に続き史上初の春夏連覇を達成。 【決勝戦】尼崎市記念公園総合体育館 | |
| 第6回  | 後藤洋央紀 | 永田裕志、真壁刀義、高橋裕二郎、井上亘、後藤洋央紀、ジャイアント・バーナード、中西学、田中将斗、棚橋弘至、ストロングマン、内藤哲也、カール・アンダーソン、石井智宏、本間朋晃、矢野通 |
| 第6回  | 真壁刀義 | 永田裕志、真壁刀義、高橋裕二郎、井上亘、後藤洋央紀、ジャイアント・バーナード、中西学、田中将斗、棚橋弘至、ストロングマン、内藤哲也、カール・アンダーソン、石井智宏、本間朋晃、矢野通 |
| 第6回  | 2010年3月14日 - 22日 計15選手によるトーナメントで開催。 後藤は2連覇を達成。 【決勝戦】尼崎市記念公園総合体育館 | |
| 第7回  | 永田裕志 | 永田裕志、真壁刀義、小島聡、カール・アンダーソン、MVP、中西学、中邑真輔、高橋裕二郎、後藤洋央紀、天山広吉、飯塚高史、井上亘、矢野通、ジャイアント・バーナード、内藤哲也、田中将斗 |
| 第7回  | 中邑真輔 | 永田裕志、真壁刀義、小島聡、カール・アンダーソン、MVP、中西学、中邑真輔、高橋裕二郎、後藤洋央紀、天山広吉、飯塚高史、井上亘、矢野通、ジャイアント・バーナード、内藤哲也、田中将斗 |
| 第7回  | 2011年3月6日 - 20日 計16選手によるトーナメントで開催。 永田は4年ぶり2度目の優勝。直後の全日本プロレスチャンピオン・カーニバルも優勝し両メジャー団体の「春の祭典」を制覇。 【決勝戦】尼崎市記念公園総合体育館                                                                                  | |
| 第8回  | 後藤洋央紀 | 矢野通、小島聡、棚橋弘至、後藤洋央紀、内藤哲也、天山広吉、カール・アンダーソン、MVP、中邑真輔、真壁刀義、ランス・アーチャー、永田裕志、鈴木みのる、高橋裕二郎、ラ・ソンブラ、YOSHI-HASHI |
| 第8回  | 棚橋弘至 | 矢野通、小島聡、棚橋弘至、後藤洋央紀、内藤哲也、天山広吉、カール・アンダーソン、MVP、中邑真輔、真壁刀義、ランス・アーチャー、永田裕志、鈴木みのる、高橋裕二郎、ラ・ソンブラ、YOSHI-HASHI |
| 第8回  | 2012年4月1日 - 8日 計16選手によるトーナメントで開催。 後藤は2年ぶり3度目の優勝。 【決勝戦】後楽園ホール | |
| 第9回  | オカダ・カズチカ | 真壁刀義、後藤洋央紀、天山広吉、小島聡、永田裕志、中西学、カール・アンダーソン、タマ・トンガ、中邑真輔、オカダ・カズチカ、矢野通、石井智宏、高橋裕二郎、鈴木みのる、ランス・アーチャー、デイビーボーイ・スミスJr. |
| 第9回  | 後藤洋央紀 | 真壁刀義、後藤洋央紀、天山広吉、小島聡、永田裕志、中西学、カール・アンダーソン、タマ・トンガ、中邑真輔、オカダ・カズチカ、矢野通、石井智宏、高橋裕二郎、鈴木みのる、ランス・アーチャー、デイビーボーイ・スミスJr. |
| 第9回  | 2013年3月11日 - 23日 計16選手によるトーナメントで開催。 オカダが初優勝し、2012年のG1優勝に続き2人目の春夏連覇を達成。 【決勝戦】後楽園ホール | |
| 第10回 | 中邑真輔 | 真壁刀義、後藤洋央紀、内藤哲也、柴田勝頼、中邑真輔、矢野通、石井智宏、高橋裕二郎、プリンス・デヴィット、カール・アンダーソン、ドク・ギャローズ、バッドラック・ファレ、鈴木みのる、ランス・アーチャー、デイビーボーイ・スミスJr.、シェルトン・X・ベンジャミン |
| 第10回 | バッドラック・ファレ | 真壁刀義、後藤洋央紀、内藤哲也、柴田勝頼、中邑真輔、矢野通、石井智宏、高橋裕二郎、プリンス・デヴィット、カール・アンダーソン、ドク・ギャローズ、バッドラック・ファレ、鈴木みのる、ランス・アーチャー、デイビーボーイ・スミスJr.、シェルトン・X・ベンジャミン |
| 第10回 | 2014年3月15日 - 23日 計16選手によるトーナメントで開催。 優勝者はIWGPインターコンチネンタル王座挑戦権を選択。 【決勝戦】尼崎市記念公園総合体育館 | |
| 第11回 | 飯伏幸太 | 棚橋弘至、矢野通、飯伏幸太、ドク・ギャローズ、内藤哲也、カール・アンダーソン、オカダ・カズチカ、バッドラック・ファレ、真壁刀義、本間朋晃、YOSHI-HASHI、高橋裕二郎、永田裕志、後藤洋央紀、小島聡、柴田勝頼 |
| 第11回 | 後藤洋央紀 | 棚橋弘至、矢野通、飯伏幸太、ドク・ギャローズ、内藤哲也、カール・アンダーソン、オカダ・カズチカ、バッドラック・ファレ、真壁刀義、本間朋晃、YOSHI-HASHI、高橋裕二郎、永田裕志、後藤洋央紀、小島聡、柴田勝頼 |
| 第11回 | 2015年3月5日 - 15日 計16選手によるトーナメントで開催。 優勝者はIWGPヘビー級王座挑戦権を選択。 【決勝戦】広島サンプラザホール | |
| 第12回 | 内藤哲也 | 棚橋弘至、バッドラック・ファレ、天山広吉、マイケル・エルガン、真壁刀義、タマ・トンガ、永田裕志、後藤洋央紀、本間朋晃、小島聡、矢野通、高橋裕二郎、石井智宏、EVIL、YOSHI-HASHI、内藤哲也 |
| 第12回 | 後藤洋央紀 | 棚橋弘至、バッドラック・ファレ、天山広吉、マイケル・エルガン、真壁刀義、タマ・トンガ、永田裕志、後藤洋央紀、本間朋晃、小島聡、矢野通、高橋裕二郎、石井智宏、EVIL、YOSHI-HASHI、内藤哲也 |
| 第12回 | 2016年3月3日 - 12日 計16選手によるトーナメントで開催。 優勝者はIWGPヘビー級王座挑戦権を選択。 【決勝戦】新青森県総合運動公園マエダアリーナ | |
| 第13回 | 柴田勝頼 | 棚橋弘至、EVIL、永田裕志、タンガ・ロア、マイケル・エルガン、バッドラック・ファレ、矢野通、タマ・トンガ、柴田勝頼、鈴木みのる、ジュース・ロビンソン、高橋裕二郎、石井智宏、ケニー・オメガ、YOSHI - HASHI 、SANADA |
| 第13回 | バッドラック・ファレ | 棚橋弘至、EVIL、永田裕志、タンガ・ロア、マイケル・エルガン、バッドラック・ファレ、矢野通、タマ・トンガ、柴田勝頼、鈴木みのる、ジュース・ロビンソン、高橋裕二郎、石井智宏、ケニー・オメガ、YOSHI - HASHI 、SANADA |
| 第13回 | 2017年3月11日 - 20日 計16選手によるトーナメントで開催。 出場予定であった本間朋晃が3・3沖縄大会の試合中に負傷したため、永田裕志が出場。 優勝者はIWGPヘビー級王座挑戦権を選択。 【決勝戦】アオーレ長岡                                                                                          | |
| 第14回 | ザック・セイバーJr. | マイケル・エルガン、石井智宏、ジュース・ロビンソン、高橋裕二郎、棚橋弘至、タイチ、バッドラック・ファレ、ランス・アーチャー 、YOSHI-HASHI、飯伏幸太、内藤哲也、ザック・セイバーJr.、矢野通、デイビーボーイ・スミスJr.、チャッキーT、SANADA |
| 第14回 | 棚橋弘至 | マイケル・エルガン、石井智宏、ジュース・ロビンソン、高橋裕二郎、棚橋弘至、タイチ、バッドラック・ファレ、ランス・アーチャー 、YOSHI-HASHI、飯伏幸太、内藤哲也、ザック・セイバーJr.、矢野通、デイビーボーイ・スミスJr.、チャッキーT、SANADA |
| 第14回 | 2018年3月9日 - 21日 計16選手によるトーナメントで開催。 優勝者はIWGPヘビー級王座挑戦権を選択。 【決勝戦】アオーレ長岡 | |
| 第15回 | オカダ・カズチカ | 永田裕志、石井智宏、本間朋晃、タイチ、中西学、YOSHI-HASHI、ジュース・ロビンソン、チェーズ・オーエンズ、オカダ・カズチカ、マイケル・エルガン、マイキー・ニコルス、ヒクレオ、ウィル・オスプレイ、バッドラック・ファレ、トーア・ヘナーレ、ランス・アーチャー 、棚橋弘至、海野翔太、天山広吉、田口隆祐、飯伏幸太、内藤哲也、EVIL、ザック・セイバーJr.、真壁刀義、コルト・カバナ、矢野通、デイビーボーイ・スミスJr.、小島聡、鈴木みのる、後藤洋央紀、SANADA |
| 第15回 | SANADA | 永田裕志、石井智宏、本間朋晃、タイチ、中西学、YOSHI-HASHI、ジュース・ロビンソン、チェーズ・オーエンズ、オカダ・カズチカ、マイケル・エルガン、マイキー・ニコルス、ヒクレオ、ウィル・オスプレイ、バッドラック・ファレ、トーア・ヘナーレ、ランス・アーチャー 、棚橋弘至、海野翔太、天山広吉、田口隆祐、飯伏幸太、内藤哲也、EVIL、ザック・セイバーJr.、真壁刀義、コルト・カバナ、矢野通、デイビーボーイ・スミスJr.、小島聡、鈴木みのる、後藤洋央紀、SANADA |
| 第15回 | 2019年3月8日 - 24日 計32選手によるトーナメントで開催。 出場予定であったデビッド・フィンレーが2・23後楽園ホール大会の試合で左肩を負傷したため、田口隆祐が出場、ジュニアヘビー級の選手のエントリーは5年ぶりとなる。 今回は王座選択制を廃止し、IWGPヘビー級王座に一本化。 【決勝戦】アオーレ長岡 | |
| 第16回 | EVIL | 真壁刀義、辻陽太、石井智宏、エル・デスペラード、矢野通、邪道、本間朋晃、高橋ヒロム、オカダ・カズチカ、外道、永田裕志、鈴木みのる、上村優也、金丸義信、ゲイブリエル・キッド、石森太二、棚橋弘至、タイチ、飯伏幸太、ザック・セイバーJr.、田口隆祐、SANADA、SHO、鷹木信悟、天山広吉、YOSHI-HASHI、YOH、BUSHI、小島聡、EVIL、後藤洋央紀、高橋裕二郎 |
| 第16回 | オカダ・カズチカ | 真壁刀義、辻陽太、石井智宏、エル・デスペラード、矢野通、邪道、本間朋晃、高橋ヒロム、オカダ・カズチカ、外道、永田裕志、鈴木みのる、上村優也、金丸義信、ゲイブリエル・キッド、石森太二、棚橋弘至、タイチ、飯伏幸太、ザック・セイバーJr.、田口隆祐、SANADA、SHO、鷹木信悟、天山広吉、YOSHI-HASHI、YOH、BUSHI、小島聡、EVIL、後藤洋央紀、高橋裕二郎 |
| 第16回 | 2020年6月16日 - 7月11日 計32選手によるトーナメントで開催。 32選手中10選手はジュニアヘビー級の選手がエントリーされた。準決勝までは無観客試合での開催。 優勝者にはIWGPヘビー級・IWGPインターコンチネンタル両王座への挑戦権が与えられた。 【決勝戦】大阪城ホール                                 | |
| 第17回 | ウィル・オスプレイ | EVIL、小島聡、ジェフ・コブ、内藤哲也、グレート-O-カーン、矢野通、バッドラック・ファレ、後藤洋央紀、タイチ、オカダ・カズチカ、鷹木信悟、本間朋晃、鈴木みのる、ジュース・ロビンソン、KENTA、天山広吉、ウィル・オスプレイ、ゲイブリエル・キッド、ザック・セイバーJr.、永田裕志、辻陽太、石井智宏、SANADA、デビッド・フィンレー、チェーズ・オーエンズ、YOSHI-HASHI、高橋裕二郎、トーア・ヘナーレ、ジェイ・ホワイト、棚橋弘至 |
| 第17回 | 鷹木信悟 | EVIL、小島聡、ジェフ・コブ、内藤哲也、グレート-O-カーン、矢野通、バッドラック・ファレ、後藤洋央紀、タイチ、オカダ・カズチカ、鷹木信悟、本間朋晃、鈴木みのる、ジュース・ロビンソン、KENTA、天山広吉、ウィル・オスプレイ、ゲイブリエル・キッド、ザック・セイバーJr.、永田裕志、辻陽太、石井智宏、SANADA、デビッド・フィンレー、チェーズ・オーエンズ、YOSHI-HASHI、高橋裕二郎、トーア・ヘナーレ、ジェイ・ホワイト、棚橋弘至 |
| 第17回 | 2021年3月4日 - 21日 計30選手によるトーナメントで開催。 開幕は旗揚げ記念日日本武道館大会を兼ねて開催。 優勝者にはIWGP世界ヘビー級王座への挑戦権が与えられた。 【決勝戦】ゼビオアリーナ仙台 | |
| 第18回 | ザック・セイバーJr. | オカダ・カズチカ、エル・デスペラード、マスター・ワト、矢野通、タイチ、永田裕志、後藤洋央紀、ディック東郷、CIMA、TAKAみちのく、金丸義信、棚橋弘至、YOH、バッドラック・ファレ、内藤哲也、高橋裕二郎、外道、真壁刀義、ジェフ・コブ、小島聡、本間朋晃、YOSHI-HASHI、藤田晃生、グレート-O-カーン、大岩陵平、ザック・セイバーJr.、DOUKI、中島佑斗、アーロン・ヘナーレ、SANADA、BUSHI、ウィル・オスプレイ、エル・ファンタズモ、石井智宏、鷹木信悟、タンガ・ロア、チェーズ・オーエンズ、邪道、タイガーマスク、田口隆祐、EVIL、タマ・トンガ、高橋ヒロム、SHO、鈴木みのる |
| 第18回 | 内藤哲也 | オカダ・カズチカ、エル・デスペラード、マスター・ワト、矢野通、タイチ、永田裕志、後藤洋央紀、ディック東郷、CIMA、TAKAみちのく、金丸義信、棚橋弘至、YOH、バッドラック・ファレ、内藤哲也、高橋裕二郎、外道、真壁刀義、ジェフ・コブ、小島聡、本間朋晃、YOSHI-HASHI、藤田晃生、グレート-O-カーン、大岩陵平、ザック・セイバーJr.、DOUKI、中島佑斗、アーロン・ヘナーレ、SANADA、BUSHI、ウィル・オスプレイ、エル・ファンタズモ、石井智宏、鷹木信悟、タンガ・ロア、チェーズ・オーエンズ、邪道、タイガーマスク、田口隆祐、EVIL、タマ・トンガ、高橋ヒロム、SHO、鈴木みのる |
| 第18回 | 2022年3月2日 - 27日 計48選手によるトーナメントで開催。 出場予定であった飯伏幸太、天山広吉が欠場のため不戦敗となった。 IWGP世界ヘビー級王者のオカダ・カズチカが出場、団体最高峰王者の参加は初となる。 優勝者にはIWGP世界ヘビー級王座への挑戦権が与えられた。 【決勝戦】大阪城ホール            | |
| 第19回 | SANADA | SANADA、タイチ、KENTA、内藤哲也、エル・ファンタズモ、チェーズ・オーエンズ、成田蓮、EVIL、ジェフ・コブ、矢野通、マーク・デイビス、ウィル・オスプレイ、YOSHI-HASHI、カイル・フレッチャー、後藤洋央紀、鷹木信悟、アーロン・ヘナーレ、タマ・トンガ、デビッド・フィンレー、石井智宏、グレート-O-カーン、海野翔太、高橋裕二郎、ザック・セイバーJr. |
| 第19回 | デビット・フィンレー | SANADA、タイチ、KENTA、内藤哲也、エル・ファンタズモ、チェーズ・オーエンズ、成田蓮、EVIL、ジェフ・コブ、矢野通、マーク・デイビス、ウィル・オスプレイ、YOSHI-HASHI、カイル・フレッチャー、後藤洋央紀、鷹木信悟、アーロン・ヘナーレ、タマ・トンガ、デビッド・フィンレー、石井智宏、グレート-O-カーン、海野翔太、高橋裕二郎、ザック・セイバーJr. |
| 第19回 | 2023年3月5日 - 21日 計24選手によるトーナメントで開催。 開催期間中に所属ユニットを移動した選手同士による優勝決定戦となった。 優勝者にはIWGP世界ヘビー級王座への挑戦権が与えられた。 【決勝戦】アオーレ長岡                                                                                     | |
| 第20回 | 辻陽太 | SANADA、タイチ、成田蓮、ザック・セイバーJr.、ゲイブ・キッド、鷹木信悟、海野翔太、上村優也、ジャック・ペリー、高橋裕二郎、石井智宏、矢野通、後藤洋央紀、チェーズ・オーエンズ、タンガ・ロア、グレート-O-カーン、KENTA、YOSHI-HASHI、TJP、デビット・フィンレー、辻陽太、ヒクレオ、ボルチン・オレッグ、EVIL、カラム・ニューマン、ジェフ・コブ、マイキー・ニコルス、エル・ファンタズモ |
| 第20回 | 後藤洋央紀 | SANADA、タイチ、成田蓮、ザック・セイバーJr.、ゲイブ・キッド、鷹木信悟、海野翔太、上村優也、ジャック・ペリー、高橋裕二郎、石井智宏、矢野通、後藤洋央紀、チェーズ・オーエンズ、タンガ・ロア、グレート-O-カーン、KENTA、YOSHI-HASHI、TJP、デビット・フィンレー、辻陽太、ヒクレオ、ボルチン・オレッグ、EVIL、カラム・ニューマン、ジェフ・コブ、マイキー・ニコルス、エル・ファンタズモ |
| 第20回 | 2024年3月7日 - 20日 計28選手によるトーナメントで開催。 優勝者にはIWGP世界ヘビー級王座への挑戦権。 【決勝戦】アオーレ長岡 | |
| 第21回 | デビッド・フィンレー | 辻陽太、EVIL、デビッド・フィンレー、上村優也、SANADA、YOSHI-HASHI、大岩陵平、チェーズ・オーエンズ、ザック・セイバーJr.、ゲイブ・キッド、成田蓮、タイチ、エル・ファンタズモ、グレート-O-カーン、海野翔太、内藤哲也、カラム・ニューマン、ジェフ・コブ、石井智宏、ドリラ・モロニー、TJP、ボルチン・オレッグ、バッドラック・ファレ、鷹木信悟 |
| 第21回 | 海野翔太 | 辻陽太、EVIL、デビッド・フィンレー、上村優也、SANADA、YOSHI-HASHI、大岩陵平、チェーズ・オーエンズ、ザック・セイバーJr.、ゲイブ・キッド、成田蓮、タイチ、エル・ファンタズモ、グレート-O-カーン、海野翔太、内藤哲也、カラム・ニューマン、ジェフ・コブ、石井智宏、ドリラ・モロニー、TJP、ボルチン・オレッグ、バッドラック・ファレ、鷹木信悟 |
| 第21回 | 2025年3月8日 - 20日 計選手によるトーナメントで開催。 優勝者にはIWGP世界ヘビー級王座への挑戦権。 【決勝戦】アオーレ長岡 | |

## 主な記録
（2025年現在）
- 最多優勝 - 3回 ： 後藤洋央紀（第5回、第6回、第8回）
- 連続優勝 - 2回 ： 後藤洋央紀（第5回 - 第6回）
- 最多準優勝 - 4回 ： 後藤洋央紀（第9回、第11回、第12回、第20回）
- 連続準優勝 - 2回 ： ジャイアント・バーナード（第4回 - 第5回）、後藤洋央紀（第11回 - 第12回）
- IWGPインターコンチネンタル王者の優勝 - 後藤洋央紀（第8回）
- 最多決勝進出 - 7回 ： 後藤洋央紀（第5回、第6回、第8回、第9回、第11回、第12回、第20回）
- 連続決勝進出 - 2回 ： ジャイアント・バーナード（第4回 - 第5回）、後藤洋央紀（第5回 - 第6回、第8回 - 第9回、第11回 - 第12回）
- 最多出場 - 19回 ：矢野通 （第2回 - 第20回）
- 連続出場 - 19大会連続 ：矢野通（第2回 - 第20回）
- 初出場初優勝 - ジャイアント・バーナード（第2回）、オカダ・カズチカ（第9回）、飯伏幸太（第11回）、ザック・セイバーJr.（第14回）
- 外国人優勝 - ジャイアント・バーナード（第2回）、ザック・セイバーJr.（第14回、第18回）、ウィル・オスプレイ（第17回）、デビッド・フィンレー（第21回）
- G1 CLIMAX、NEW JAPAN CUPの夏春連続優勝 - 棚橋弘至（第4回）、後藤洋央紀（第5回）、オカダ・カズチカ（第9回）
- NEW JAPAN CUP、チャンピオン・カーニバルの両方優勝 - 永田裕志（第7回）
- 最年長優勝 - 永田裕志（42歳10ヵ月/2011年）
- 最年少優勝 - オカダ・カズチカ（25歳4ヵ月/2013年）
- 最短キャリアでの優勝 - 棚橋弘至（5年6ヵ月/2005年）

## NEW JAPAN CUP USA
2020年8月、アメリカ合衆国版ニュージャパンカップとして、「NEW JAPAN CUP 2020 in the USA」を開催する事が発表された。本大会は無観客試合、8選手によるトーナメントで行われ、全試合が新日本プロレスワールドの番組NJPW STRONGで配信された。また、優勝者にはIWGP USヘビー級王者であるジョン・モクスリーへの挑戦権が与えられた。
2021年は3月6日に新シリーズ「Road to STRONG STYLE EVOLVED」に予選試合をスタートさせ4月3日から「NEW JAPAN CUP in the USA 2021」を開催。また、優勝者にはトロフィーとともに、新設されるSTRONG無差別級王座が与えられた。
| 第1回 | KENTA | KENTA、カール・フレドリックス、タマ・トンガ、ブロディ・キング、タンガ・ロア、ジェフ・コブ、チェーズ・オーエンズ、デビッド・フィンレー |                   |                |                  |                    |                    |                    |  |  |                  |                  |                  |
| 第1回 | デビッド・フィンレー | KENTA、カール・フレドリックス、タマ・トンガ、ブロディ・キング、タンガ・ロア、ジェフ・コブ、チェーズ・オーエンズ、デビッド・フィンレー |                   |                |                  |                    |                    |                    |  |  |                  |                  |                  |
| 第1回 | 2020年8月8日、15日、22日配信 計8選手によるトーナメントで開催。 【決勝戦】会場非公開 | |                   |                |                  |                    |                    |                    |  |  |                  |                  |                  |
| 第2回 | トム・ローラー | クラーク・コナーズ、リオ・ラッシュ、ブロディ・キング、クリス・ディッキンソン、成田蓮、トム・ローラー、ヒクレオ、フレッド・ロッサー    |                   |                |                  |                    |                    |                    |  |  |                  |                  |                  |
| 第2回 | ブロディ・キング | クラーク・コナーズ、リオ・ラッシュ、ブロディ・キング、クリス・ディッキンソン、成田蓮、トム・ローラー、ヒクレオ、フレッド・ロッサー    |                   |                |                  |                    |                    |                    |  |  |                  |                  |                  |
| 第2回 | 2021年4月10日、17日、24日配信 計8選手によるトーナメントで開催。優勝者は初代STRONG無差別級王座に認定される。 【決勝戦】会場非公開 \| \| 1回戦[11] 4月10日放送 \| 1回戦[11] 4月10日放送 \| 1回戦[11] 4月10日放送 \| \| \| 準決勝[12] 4月17日放送 \| 準決勝[12] 4月17日放送 \| 準決勝[12] 4月17日放送 \| \| \| 決勝[13] 4月24日放送 \| 決勝[13] 4月24日放送 \| 決勝[13] 4月24日放送 \| \| \| \| \| \| \| \| \| \| \| \| \| \| \| \| \| \| ● \| クラーク・コナーズ \| ピン \| \| \| \| \| \| \| \| \| \| \| \| \| ○ \| リオ・ラッシュ \| 9:57 \| \| \| \| \| \| \| \| \| \| \| \| \| ○ \| リオ・ラッシュ \| 9:57 \| \| ● \| リオ・ラッシュ \| ピン \| \| \| \| \| \| \| \| \| \| \| \| \| ● \| リオ・ラッシュ \| ピン \| \| \| \| \| \| \| \| \| \| ○ \| ブロディ・キング \| 7:38 \| \| \| \| \| \| \| \| \| \| \| \| ○ \| ○ \| ブロディ・キング \| 7:38 \| ブロディ・キング \| ピン \| \| \| \| \| \| \| \| \| \| ○ \| \| \| \| ブロディ・キング \| ピン \| \| \| \| \| \| \| \| \| \| ● \| クリス・ディッキンソン \| 10:42 \| \| \| \| \| \| \| \| \| \| \| \| \| \| \| \| \| \| \| \| \| \| \| ● \| ブロディ・キング \| サブ \| \| \| \| \| ○ \| トム・ローラー \| 20:05 \| \| \| \| \| \| \| \| \| \| \| ● \| 成田蓮 \| サブ \| \| \| \| \| \| \| \| \| \| \| \| \| ○ \| トム・ローラー \| 13:19 \| \| \| \| \| \| \| \| \| \| \| \| \| ○ \| トム・ローラー \| 13:19 \| \| ○ \| トム・ローラー \| ピン \| \| \| \| \| \| \| \| \| \| \| \| \| ○ \| トム・ローラー \| ピン \| \| \| \| \| \| \| \| \| \| ● \| ヒクレオ \| 8:58 \| \| \| \| \| \| \| \| \| \| \| \| ○ \| ● \| ヒクレオ \| 8:58 \| ヒクレオ \| ピン \| \| \| \| \| \| \| \| \| \| ○ \| \| \| \| ヒクレオ \| ピン \| \| \| \| \| \| \| \| \| \| ● \| フレッド・ロッサー \| 6:22 \| \| \| \| \| \| \| \| \| \| \| | |                   |                |                  |                    |                    |                    |  |  |                  |                  |                  |
|       | 1回戦 4月10日放送 | 1回戦 4月10日放送 | 1回戦 4月10日放送 |                |                  | 準決勝 4月17日放送 | 準決勝 4月17日放送 | 準決勝 4月17日放送 |  |  | 決勝 4月24日放送 | 決勝 4月24日放送 | 決勝 4月24日放送 |
|       | | |                   |                |                  |                    |                    |                    |  |  |                  |                  |                  |
|       | ● | クラーク・コナーズ | ピン              |                |                  |                    |                    |                    |  |  |                  |                  |                  |
|       | ○ | リオ・ラッシュ | 9:57              |                |                  |                    |                    |                    |  |  |                  |                  |                  |
|       | ○ | リオ・ラッシュ | 9:57              |                | ●                | リオ・ラッシュ     | ピン               |                    |  |  |                  |                  |                  |
|       | | |                   |                | ●                | リオ・ラッシュ     | ピン               |                    |  |  |                  |                  |                  |
|       | | ○ | ブロディ・キング  | 7:38           |                  |                    |                    |                    |  |  |                  |                  |                  |
|       | ○ | ○ | ブロディ・キング  | 7:38           | ブロディ・キング | ピン               |                    |                    |  |  |                  |                  |                  |
|       | ○ | |                   |                | ブロディ・キング | ピン               |                    |                    |  |  |                  |                  |                  |
|       | ● | クリス・ディッキンソン | 10:42             |                |                  |                    |                    |                    |  |  |                  |                  |                  |
|       | | |                   |                |                  |                    |                    |                    |  |  | ●                | ブロディ・キング | サブ             |
|       | | | ○                 | トム・ローラー | 20:05            |                    |                    |                    |  |  |                  |                  |                  |
|       | ● | 成田蓮 | サブ              |                |                  |                    |                    |                    |  |  |                  |                  |                  |
|       | ○ | トム・ローラー | 13:19             |                |                  |                    |                    |                    |  |  |                  |                  |                  |
|       | ○ | トム・ローラー | 13:19             |                | ○                | トム・ローラー     | ピン               |                    |  |  |                  |                  |                  |
|       | | |                   |                | ○                | トム・ローラー     | ピン               |                    |  |  |                  |                  |                  |
|       | | ● | ヒクレオ          | 8:58           |                  |                    |                    |                    |  |  |                  |                  |                  |
|       | ○ | ● | ヒクレオ          | 8:58           | ヒクレオ         | ピン               |                    |                    |  |  |                  |                  |                  |
|       | ○ | |                   |                | ヒクレオ         | ピン               |                    |                    |  |  |                  |                  |                  |
|       | ● | フレッド・ロッサー | 6:22              |                |                  |                    |                    |                    |  |  |                  |                  |                  |